# ヒース・ブラザース

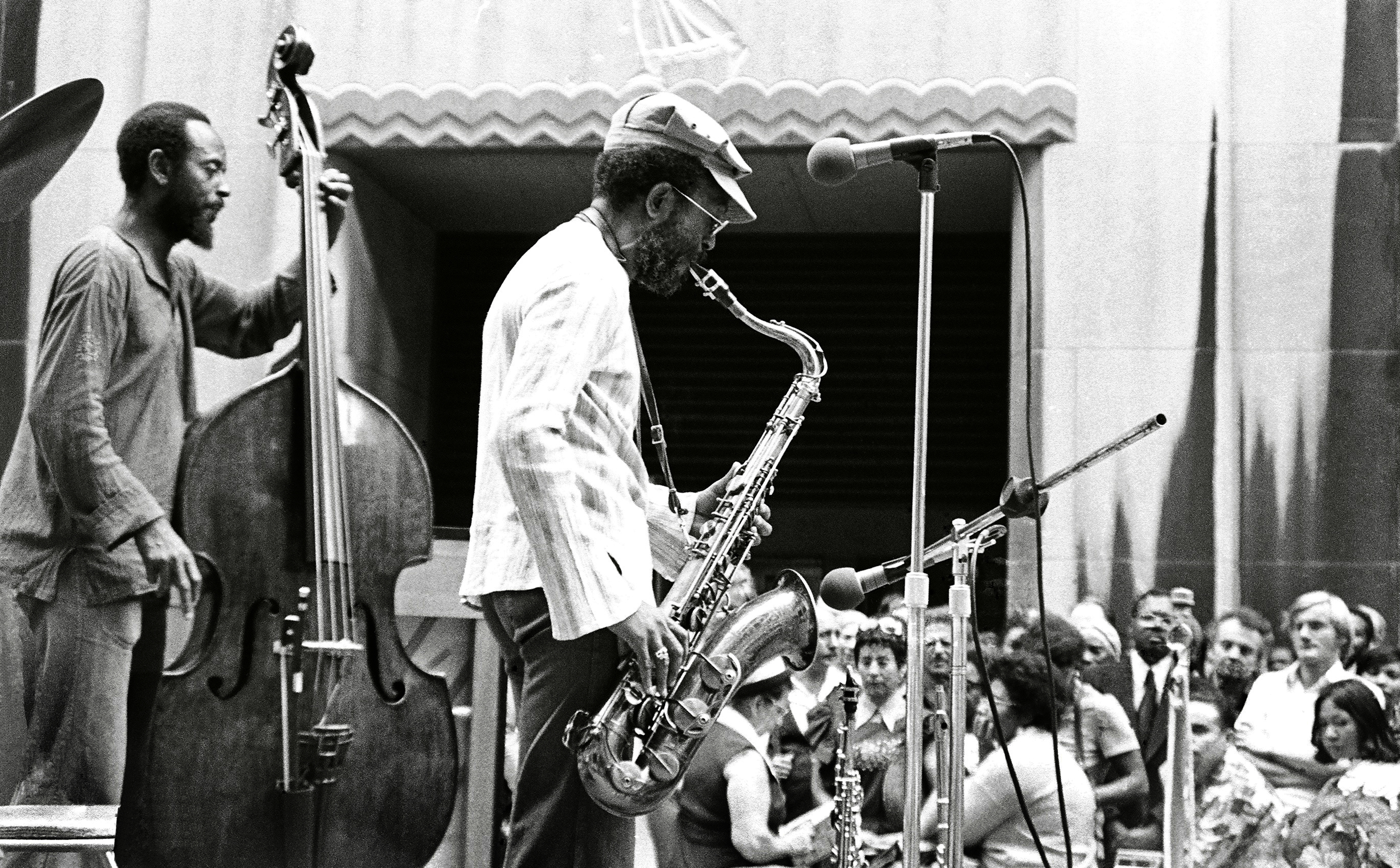
パーシーとジミー1977年、ロックフェラー・センターにて

ザ・ヒース・ブラザーズ（The Heath Brothers）は、1975年にジミー・ヒース（テナー・サックス）、パーシー・ヒース（ベース）、アルバート・ヒース（ドラム）の3兄弟とスタンリー・カウエル（ピアノ）によりフィラデルフィアで結成されたアメリカのジャズ・グループ。
トニー・プローン（ギター）と、ジミーの息子エムトゥーメ（パーカッション）も後に参加した。1978年にアルバートが脱退、1982年に戻るまでアキラ・タナが代役を勤めた。
グループは、ジミーとアルバートによって続けられた。2004年のDVD『Brotherly Jazz: The Heath Brothers』はパーシーが亡くなる少し前に収録され、兄弟がそろって演奏する最後の機会になった。同作品は彼らの私生活、20世紀後半のジャズの社会的問題（投獄・麻薬・差別・人種隔離）を扱っている。

## 付記
アルバム『マーチン・オン!』収録の「スマイリン・ビリー・スーツ」はア・トライブ・コールド・クエストのQティップによって1994年、クラシックとされるナズのデビュー・アルバム『イルマティック』中のヒット曲「ワン・ラブ」にサンプリングされたことで有名になった。

## ディスコグラフィ

### アルバム
- 『マーチン・オン!』 - Marchin' On! (1975年、Strata-East)
- 『パッシング・スルー…』 - Passin' Thru (1978年、Columbia)
- Live at the Public Theatre (1979年、Columbia)
- In Motion (1979年、Columbia)
- Expressions of Life (1980年、Columbia)
- 『ブラザリィ・ラヴ』 - Brotherly Love (1981年、Antilles)
- Brothers and Others (1981年、Antilles)
- As We Were Saying (1997年、Concord)
- Jazz Family (1998年、Concord)
- Endurance (2009年、Jazz Legacy Productions)

## 参照
1. ↑  Allmusic